# Brandy Norwood
Brandy Rayana Norwood (McComb, Misisipi; 11 de febrero de 1979), conocida simplemente como Brandy, es una cantante, compositora, productora discográfica, actriz y modelo estadounidense. Es conocida por su sonido distintivo, caracterizado por su timbre peculiar, capas de voz pesadas y riffs intrincados, lo que le ha valido el título de «la Biblia Vocal». Hasta agosto de 2020, ha vendido más de 40 millones de discos en todo el mundo, con aproximadamente 8,62 millones de álbumes vendidos solo en los Estados Unidos, convirtiéndola en una de las artistas femeninas más vendidas de todos los tiempos. Según la Recording Industry Association of America (RIAA), la nombró como una de las artistas con mayores ventas en los Estados Unidos, con 10.5 millones de álbumes certificados. Su trabajo le ha valido numerosos premios y reconocimientos, incluido un premio Grammy y un American Music Award.
Nacida en McComb, Misisipi, Norwood se crio en Carson, California, y comenzó su carrera como corista de grupos de adolescentes. Después de firmar con Atlantic Records en 1993, lanzó su álbum debut homónimo al año siguiente, que vendió seis millones de copias en todo el mundo. Norwood se aventuró a actuar con la comedia de situación de UPN Moesha (1996-2001), que le valió un premio NAACP Image Award y resultó en muchos otros papeles, como el personaje principal en la película para televisión Cinderella (1997) y Karla Wilson en la película slasher I Still Know What You Did Last Summer (1998). Su avance musical se produjo con el exitoso sencillo «The Boy Is Mine» (1998), un dúo con su compañera de R&B contemporáneo Monica, que se convirtió en uno de los dúos femeninos más vendidos de todos los tiempos y le valió el Grammy a mejor interpretación vocal de R&B por un dúo o grupo. En 2002, Norwood protagonizó la serie de telerrealidad Brandy: Special Delivery, documentando el nacimiento de su hija. Su tercer y cuarto álbum, Full Moon (2002) y Afrodisiac (2004), fueron lanzados con éxito de crítica.
Norwood se desempeñó como juez en la primera temporada de America's Got Talent antes de verse involucrada en un accidente automovilístico muy publicitado en 2006. El quinto álbum de Norwood, Human (2008), fue lanzado con críticas positivas, aunque fue un fracaso comercial. En 2010, regresó a la televisión como concursante de la undécima temporada de Dancing with the Stars y protagonizó la serie de telerrealidad Brandy & Ray J: A Family Business. Participó regularmente en la serie de BET The Game (2012-2015) y lanzó su sexto álbum Two Eleven (2012) a partir de entonces, y ambos obtuvieron elogios de la crítica. En abril de 2015, Norwood hizo su debut en Broadway como Roxie Hart en el musical Chicago. Protagonizó y fue productora ejecutiva de una comedia de situación titulada Zoe Ever After en BET, que se estrenó en enero de 2016. En julio de 2020, Norwood lanzó su séptimo álbum de estudio, B7, también su primer proyecto como artista independiente, con gran éxito de crítica. En 2021, Norwood actuó junto a Naturi Naughton, Eve y Nadine Velazquez en la serie dramática musical Queens de American Broadcasting Company con gran éxito de crítica.
En junio de 2022, Norwood anunció su regreso a un sello importante después de firmar con Motown Records, bajo el cual se espera que prepare su octavo álbum de estudio.

## Biografía y carrera artística

### 1979-1993: Niñez e inicios artísticos
Brandy Rayana Norwood nació el 11 de febrero de 1979 en McComb, Misisipi, hija de Willie Norwood, cantante de góspel y director de coro, y Sonja Norwood (de soltera Bates), gerente de distrito de H&R Block. Brandy es la hermana mayor del animador Ray J, así como prima del rapero Snoop Dogg y la luchadora de la WWE Sasha Banks. Criada en un hogar cristiano, Norwood comenzó a cantar a través del trabajo de su padre como parte del coro de la iglesia local, interpretando su primer solo de góspel a la edad de dos años. En 1983, sus padres se mudaron a Carson, California, y Norwood estudió en el Hollywood High Performing Arts Center. El interés de Norwood por la música y la actuación aumentó después de convertirse en fan de la cantante Whitney Houston a la edad de siete años, pero en la escuela, tuvo problemas para persuadir a los maestros de que la enviaran a las audiciones, ya que no encontró apoyo entre el personal. Norwood comenzó a participar en concursos de talentos cuando tenía once años y, como parte de un grupo de canto juvenil, actuó en varias funciones públicas.
En 1990, firmó con Teaspoon Productions, encabezada por Chris Stokes y Earl Harris, quienes le dieron trabajo como vocalista de respaldo para su banda de chicos de R&B Immature, y arregló la producción de una cinta de demostración. En 1993, en medio de negociaciones en curso con East West Records, los padres de Norwood organizaron un contrato de grabación con Atlantic Recording Corporation después de audicionar para Darryl Williams, el director de A&R de la compañía. Para administrar a su hija, la madre de Norwood renunció a su trabajo, mientras que la propia Norwood abandonó la Hollywood High School y recibió tutoría privada desde el décimo grado en adelante.

### 1993-1996:Brandyy estrellato televisivo
Durante las primeras etapas de producción de su álbum debut, Norwood fue seleccionada para un papel en la comedia de ABC de corta duración Thea, interpretando a la hija de una madre soltera interpretada por la comediante Thea Vidale. Inicialmente transmitida con altos índices de audiencia, la audiencia de la serie disminuyó y terminó funcionando solo durante una temporada, pero le valió una nominación al premio Young Artists Awards por elenco juvenil destacadp junto a sus coprotagonistas. Norwood recordó que agradeció la cancelación del programa porque no estaba entusiasmada con la actuación en ese momento y la grabación provocó conflictos de programación con la grabación de su álbum. Ella dijo: «Me sentí mal por todos los demás menos por mí. Fue algo bueno, porque podía hacer lo que tenía que hacer, porque quería cantar».
El álbum debut homónimo de Norwood fue lanzado en septiembre de 1994 y alcanzó el puesto número veinte en el Billboard 200 de Estados Unidos. La reacción de la crítica a Brandy fue generalmente positiva, con el escritor de AllMusic, Eddie Huffman, declarando a Brandy «una Janet Jackson discreta o una Mary J. Blige más sencilla [...] con buenas canciones y una producción nítida». Anderson Jones de Entertainment Weekly afirmó: «La actriz adolescente Norwood actúa de acuerdo con su edad. Un esfuerzo prematuro en el mejor de los casos, que parece estar basado en la filosofía 'Si Aaliyah puede hacerlo, ¿por qué yo no?'». Brandy llegó a vender más de seis millones de copias en todo el mundo, y produjo tres éxitos entre los diez primeros en el Billboard Hot 100, incluidos «I Wanna Be Down» y «Baby», los cuales alcanzaron la cima de la lista Hot R&B Singles y fueron certificados oro y platino por la Recording Industry Association of America (RIAA). «Brokenhearted», un dueto con Wanya Morris de Boyz II Men, se convirtió en un éxito número dos en las listas. El álbum le valió a Norwood dos nominaciones a los premios Grammy por Mejor artista nuevo y mejor interpretación vocal femenina de R&B al año siguiente, y ganó cuatro Soul Train Music Awards, dos Billboard Music Awards y el New York Children's Choice Award. En 1995, terminó un período de dos meses como telonera de la gira nacional de Boyz II Men, y contribuyó con canciones a las bandas sonoras de las películas Batman Forever y Waiting to Exhale, con el sencillo «Sittin' Up in My Room», convirtiéndose en otro éxito entre los dos primeros. En 1996, Norwood también colaboró con Tamia, Chaka Khan y Gladys Knight en el sencillo «Missing You», incluido en la banda sonora de la película Set It Off de F. Gary Gray. El sencillo le valió una tercera nominación al Grammy en la categoría de mejor interpretación vocal grupal.
En 1996, su compromiso de corta duración con Thea llevó a Norwood a protagonizar su propio programa, la comedia de situación producida por UPN Moesha. Apareciendo junto a William Allen Young y Sheryl Lee Ralph, interpretó el papel principal de Moesha Mitchell, una niña de Los Ángeles que se enfrenta a una madrastra, así como a las presiones y demandas de convertirse en adulta. Originalmente comprado por CBS, el programa debutó en UPN en enero de 1996 y pronto se convirtió en su programa más visto. Si bien la comedia de situación logró aumentar su audiencia cada nueva temporada y generó un spin-off titulado The Parkers, la cadena decidió cancelar el programa después de seis temporadas en el aire, dejándolo terminando con un suspenso para una séptima temporada desechada. Norwood recibió un premio NAACP Image Award como actor/actriz juvenil destacado por su actuación. En 1997, Brandy, Ray J y sus padres iniciaron The Norwood Kids Foundation, que ayuda a jóvenes desfavorecidos y en riesgo en Los Ángeles y Misisipi a través de las artes y programas de autoayuda.

### 1997-2001:Never Say Nevery carrera cinematográfica

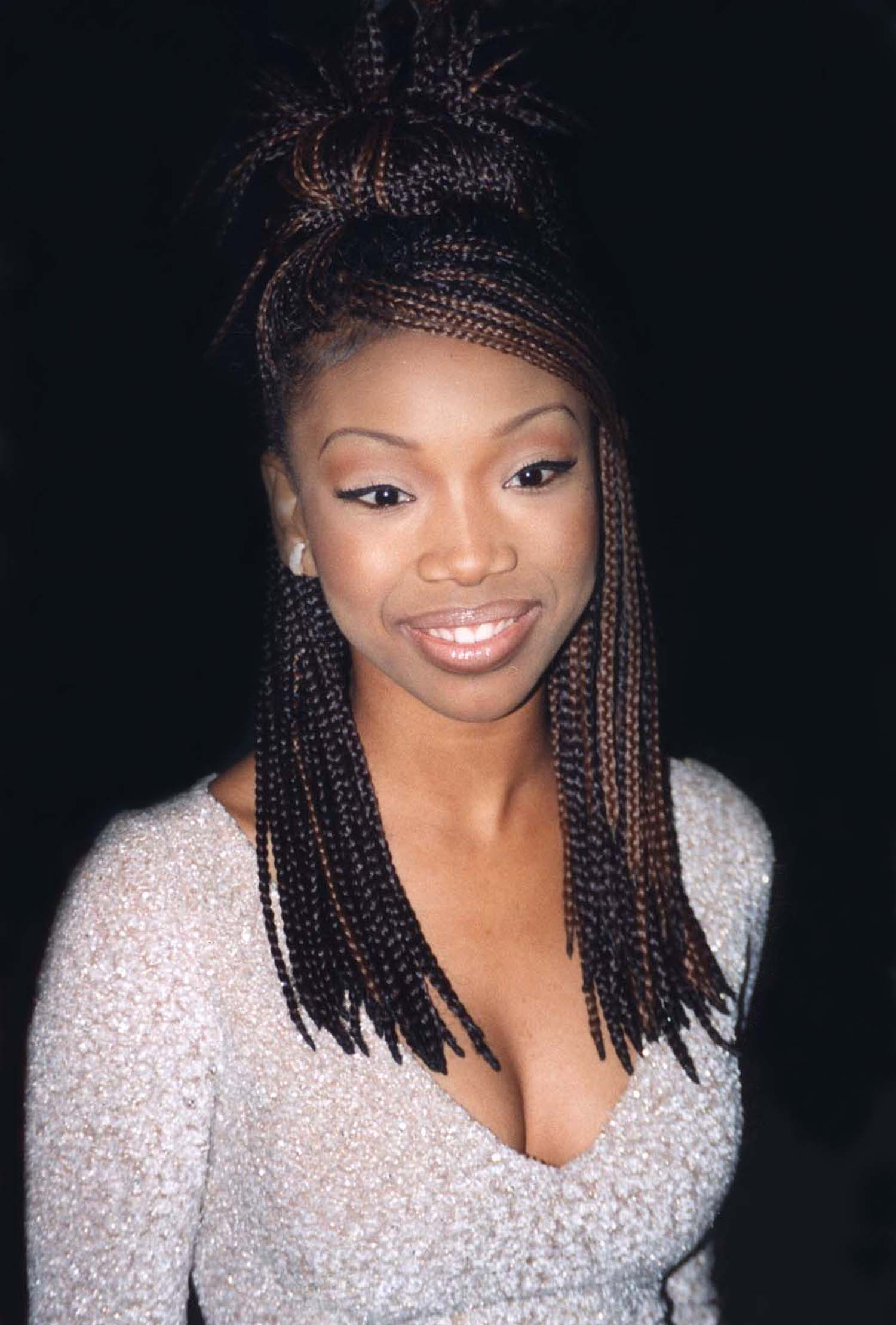
Norwood en los Premios Essence en 1997.

En 1997, la productora Whitney Houston seleccionó a Norwood para interpretar al personaje principal en la versión televisiva de Cinderella de Rodgers y Hammerstein con un elenco multirracial que también incluía a Jason Alexander, Whoopi Goldberg y Houston. El especial de dos horas Wonderful World of Disney obtuvo aproximadamente 60 millones de espectadores, lo que le dio a la cadena sus índices de audiencia más altos en el período de tiempo en 16 años, y ganó un premio Emmy a la dirección de arte sobresaliente para un programa musical o de variedades al año siguiente.
Se consultó al productor novato Rodney «Darkchild» Jerkins para contribuir al segundo álbum de Norwood, Never Say Never. Norwood coescribió y produjo seis canciones para el disco, incluida su primera canción número uno en el Billboard Hot 100 de Estados Unidos, «The Boy Is Mine», un dueto con la cantante Monica que se ha convertido en la canción más exitosa de un dúo femenino en la industria de la música. Explotando la presunción de los medios de una rivalidad entre las dos jóvenes cantantes, la canción fue uno de los discos más exitosos en los Estados Unidos de todos los tiempos, pasó trece semanas récord en la cima de las listas de Billboard y, finalmente, le valieron a la pareja un Premio Grammy por mejor interpretación vocal de R&B por un dúo o grupo. Never Say Never fue lanzado en junio de 1998 y se convirtió en el álbum más vendido de Norwood, vendiendo más de 16 millones de copias en todo el mundo y alcanzando el número dos en el Billboard 200. Los críticos calificaron muy bien el álbum, y Stephen Thomas Erlewine de AllMusic elogió a Norwood y su equipo por encontrar sabiamente «un término medio entre Mariah Carey y Mary J. Blige: es contemporáneo adulto con un ligero toque callejero». En total, el álbum generó siete sencillos, incluida la segunda canción número uno de Norwood, «Have You Ever?», escrita por Diane Warren. Para promocionar el álbum, participó en la Never Say Never World Tour en 1999, que consta de espectáculos en Europa, Asia y los Estados Unidos.
Después de retirarse de un papel en la película Set It Off de F. Gary Gray de 1996, Norwood hizo su debut en la pantalla grande en el papel secundario de Karla Wilson en la película slasher, I Still Know What You Did Last Summer. La película superó a la original con un total de $16,5 millones en su primer fin de semana, pero la reacción crítica a la película fue en gran medida decepcionante, ya que el sitio de reseñas de películas Rotten Tomatoes calculó una calificación baja del 7% según 46 reseñas. Norwood, sin embargo, obtuvo críticas positivas por su actuación «animada», que le valió un premio Blockbuster Entertainment Award y una nominación al MTV Movie Award como mejor actuación femenina revelación. En 1999, coprotagonizó con Diana Ross el drama para televisión Double Platinum sobre una relación intensa y tensa entre una madre y una hija. Filmada en solo veinte días en la ciudad de Nueva York, tanto Norwood como Ross se desempeñaron como productoras ejecutivas de la película que presenta canciones originales de sus respectivos álbumes Never Say Never (1998) y Every Day Is a New Day (1999), así como anteriormente duetos inéditos. El mismo año, Norwood encabezó Divas Live '99 de VH-1, junto a Whitney Houston, Tina Turner y Cher.
Después de una larga pausa tras el final de Moesha, y una serie de titulares de tabloides que hablaban de su batalla a largo plazo contra la deshidratación, Norwood volvió a la música en 2001, cuando se le pidió a ella y a su hermano Ray-J que grabaran una versión del éxito de Phil Collins de 1990 «Another Day in Paradise» para el álbum tributo Urban Renewal: A Tribute to Phil Collins. Lanzada como el primer sencillo del álbum en Europa y Oceanía, la canción se convirtió en un éxito internacional instantáneo en el extranjero, ubicándose entre los diez primeros en la mayoría de las listas en las que apareció. Norwood también contribuyó con la pista de Mike City «Open» a la banda sonora de Osmosis Jones. La pista no estuvo disponible en los sitios de transmisión y descarga digital hasta su relanzamiento veinte años después, el 8 de octubre de 2021.

### 2002-2005:Full MoonyAfrodisiac
Full Moon, el tercer álbum de estudio de Norwood, fue lanzado en febrero de 2002. Estaba compuesto por canciones de R&B y pop, muchas de ellas cocreadas con Jerkins, Warryn Campbell y Mike City. El álbum debutó en el número dos en el Billboard 200 y encabezó la lista de los mejores álbumes de R&B/Hip-Hop. Su sencillo principal «What About Us?» se convirtió en un éxito entre los diez primeros en todo el mundo, y la canción principal del álbum fue un éxito entre los 20 primeros en los Estados Unidos y el Reino Unido. La recepción de los medios fue generalmente tibia, y Rolling Stone describió el álbum como «R&B frenético, sin rostro, falso y sexy». Durante el próximo año, Norwood y Robert «Big Bert» Smith comenzaron a escribir y producir para otros artistas como Toni Braxton, Kelly Rowland y Kiley Dean. La incursión de Norwood en la televisión de realidad comenzó en 2002 con la serie de MTV Diary Presents Brandy: Special Delivery; el programa documentó los últimos meses del embarazo de Norwood y el nacimiento de su hija Sy'rai.

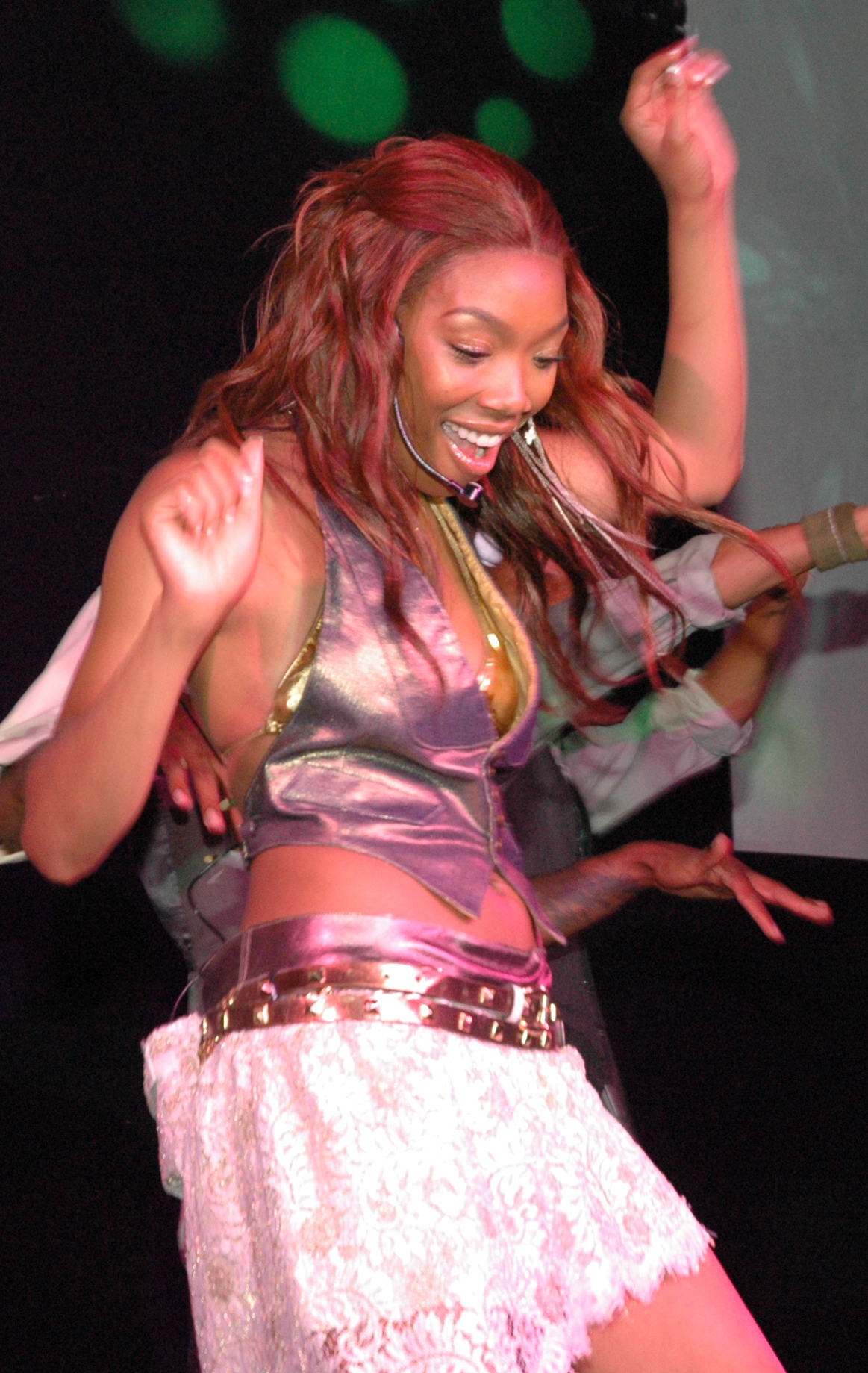
Norwood actuando en un concierto en 2004.

Al regresar de otra pausa, el cuarto álbum de Norwood, Afrodisiac, fue lanzado en junio de 2004, en medio de la muy publicitada terminación de su relación comercial de corta duración con el gerente de entretenimiento Benny Medina. Norwood terminó su contrato con Handprint Entertainment, con sede en Los Ángeles, después de menos de un año de representación luego de las controversias en torno al manejo de Medina del sencillo principal «Talk About Our Love» y las negociaciones fallidas de una supuesta gira conjunta con el cantante de R&B Usher. A pesar de la publicidad negativa, Afrodisiac se convirtió en el álbum más aclamado por la crítica de Norwood, y algunos destacaron el efecto «más consistentemente maduro y desafiante» de Timbaland en la música de Norwood, y otros lo llamaron «escuchable y emocionalmente resonante», comparándolo a «Janet Jackson en su mejor momento». Un vendedor moderado, el álbum debutó en el número tres en el Billboard 200 y recibió certificaciones en los Estados Unidos, Europa y Japón. «Talk About Our Love» alcanzó el número seis en el Reino Unido, pero los sencillos posteriores no lograron obtener una puntuación exitosa en las listas de música popular. Más tarde ese año, actuó como estrella invitada como Gladys Knight en el estreno de la tercera temporada de American Dreams, en la que interpretó «I Heard It Through the Grapevine».
Después de once años con la compañía, Norwood solicitó y recibió una liberación incondicional de Atlantic Records a fines de 2004, citando su deseo de «seguir adelante» como la razón principal de su decisión. Completando su contrato con el sello, se lanzó un álbum recopilatorio titulado The Best of Brandy en marzo de 2005. Lanzado sin ningún sencillo promocional, alcanzó el top 30 en Australia, el Reino Unido y los Estados Unidos, donde la colección fue apreciada por los críticos contemporáneos que notaron la creatividad del catálogo anterior de Norwood. Andy Kellman de AllMusic expresó: «Este conjunto, a diferencia de muchas otras antologías de sus contemporáneos, difícilmente confirma la disminución de la creatividad o la popularidad». Acto seguido, según los informes, comenzó a buscar un nuevo contrato discográfico bajo los auspicios de Knockout Entertainment, el sello de vanidad de su hermano.

### 2006-2014:Human, regreso actoral yTwo Eleven
En febrero de 2006, Norwood comenzó a aparecer en un papel recurrente en la comedia de situación de UPN One on One, interpretando a la hermana del personaje del hermano Ray J, D-Mack. En junio, fue elegida como una de los tres jueces de talento en la primera temporada de America's Got Talent, un concurso de talentos amateur en NBC, producido por Simon Cowell y presentado por Regis Philbin. La transmisión fue uno de los programas más vistos del verano y concluyó el 17 de agosto de 2006 con la victoria de la cantante Bianca Ryan, de 11 años. Norwood originalmente estaba programado para regresar para una segunda temporada en el verano de 2007, pero finalmente decidió no hacerlo, sintiendo que «no podía darle a la nueva temporada la atención y el compromiso que merecía», luego del fatal accidente automovilístico de 2006 en el que estuvo involucrada. Fue reemplazada por la estrella de telerrealidad Sharon Osbourne.
El quinto álbum de estudio de Norwood, Human, fue lanzado en diciembre de 2008, producido por Toby Gad, Brian Kennedy y RedOne. Distribuido por Koch Records y Sony Music, el álbum marcó el debut de Norwood en el sello Epic Records, y su reunión con el colaborador y mentor de mucho tiempo Rodney Jerkins, quien escribió y fue productor ejecutivo de la mayor parte del álbum. Generalmente bien recibido por los críticos, Human debutó en el número quince en el Billboard 200 de Estados Unidos con unas ventas de 73 000 copias en la semana de apertura. Con un total de ventas nacionales de 214.000 copias, no logró igualar el éxito de sus predecesores. Si bien el primer sencillo «Right Here (Departed)» le dio a Norwood su mayor éxito en las listas de éxitos desde «Full Moon» de 2002, el álbum no tuvo un impacto en otros lugares, lo que resultó en ventas mediocres en general y el final de su contrato con el sello, luego de la el controvertido nombramiento de Amanda Ghost como presidenta de Epic Records y la separación de Norwood de la dirección de Roc Nation del rapero Jay-Z.
En diciembre de 2009, presentó oficialmente a su alter ego rapero Bran'Nu con dos créditos en el álbum de Timbaland Timbaland Presents Shock Value 2, y participó en el episodio piloto de la serie de ABC This Little Piggy, también protagonizada por Rebecca Creskoff y Kevin Rahm, que fue refundido al año siguiente.

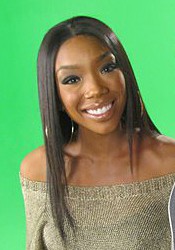
Norwood en el set de A Family Business en 2011.

En abril de 2010, Norwood y Ray J debutaron en la serie de telerrealidad de VH1 Brandy and Ray J: A Family Business junto con sus padres. El programa narraba la vida entre bastidores de ambos hermanos, mientras asumían papeles más importantes en la empresa de gestión y producción de su familia, R&B Productions. Con la producción ejecutiva de la familia Norwood, la temporada concluyó después de once episodios y se renovó para una segunda temporada, que comenzó a transmitirse en el otoño de 2010. A Family Business, un álbum recopilatorio con contenido inédito de todo el elenco, fue lanzado en Saguaro Road Records en junio de 2011. Críticos como The Washington Post lo declararon una «colección incómoda, adorable y muy, muy saludable». Si bien el álbum no llegó a las listas, produjo tres sencillos promocionales, incluida la canción conjunta «Talk to Me».
En el otoño de 2010, Norwood apareció como concursante en la temporada 11 del programa de telerrealidad de ABC Dancing with the Stars, en asociación con Maksim Chmerkovskiy. Finalmente ocupó el cuarto lugar en la competencia, lo que fue un shock para los jueces, los espectadores, la audiencia del estudio y otros concursantes que la consideraron una de las favoritas del programa durante toda la competencia. En agosto de 2011, se confirmó que Norwood había firmado un contrato discográfico conjunto con RCA Records y Chameleon Records del productor Breyon Prescott. En septiembre, se estrenó en The Hub un nuevo programa de talentos, Majors & Minors, creado por el músico Evan Bogart. Siguió a un grupo de jóvenes artistas de 10 a 16 años y su oportunidad de ser asesorados por algunos artistas establecidos como Norwood, Ryan Tedder y Leona Lewis. Más tarde ese mismo año, Norwood volvió a actuar con apariciones recurrentes en la serie dramática para adolescentes 90210 de The CW y en la cuarta temporada de la serie de comedia Drop Dead Diva de Lifetime, en la que interpretó el papel de Elisa Shayne.
En 2011, Norwood se unió al elenco de la serie de comedia The Game de BET, interpretando el papel recurrente de Chardonnay, una cantinera. Se convirtió en miembro principal del reparto en la siguiente temporada. En febrero de 2012, Norwood volvió a formar equipo con Monica en «It All Belongs to Me», que fue lanzado como sencillo del álbum New Life de esta última. El sencillo de regreso de Norwood «Put It Down» con el cantante Chris Brown fue lanzado más tarde ese año. La canción alcanzó el número tres en la lista Hot R&B/Hip-Hop Songs de Billboard, convirtiéndose en su primera entrada entre los diez primeros en diez años. Su sexto álbum, Two Eleven, que fue lanzado en octubre, vio un regreso a su sonido R&B, pero con lo que Norwood describió como un «borde progresivo». Un éxito comercial moderado, fue visto como un humilde regreso de Norwood, alcanzando el número tres en el Billboard 200 de Estados Unidos y la cima de la lista Top R&B/Hip-Hop Albums de Billboard.
En marzo de 2013, Norwood volvió al cine y se unió a un elenco formado por Jurnee Smollett-Bell, Lance Gross y Vanessa L. Williams en el drama de Tyler Perry Temptation: Confessions of a Marriage Counselor. Norwood interpreta al personaje secundario Melinda, una mujer con secretos. La película recibió críticas generalmente negativas de los críticos, pero se convirtió en un éxito moderado de taquilla en los Estados Unidos. En junio de 2013, Norwood firmó con Creative Artists Agency, con sede en Los Ángeles, y a principios de 2014, arregló un acuerdo de administración con MBK Entertainment con el director ejecutivo Jeff Robinson. En julio, también fue incluida como miembro honorario de la hermandad de mujeres Alpha Kappa Alpha. El mismo mes, Norwood lanzó una versión de la canción «Magic» de Coldplay en su cuenta de TwitMusic; alcanzó el puesto número uno en la lista Trending 140 de Billboard. También en 2014, Norwood hizo apariciones especiales en Love and Hip Hop: Hollywood de VH1 y en la comedia de situación de TV Land The Soul Man. En los BET Hip Hop Awards de 2014, se reunió con Queen Latifah, MC Lyte y Yo-Yo para interpretar el remix de hip hop de «I Wanna Be Down» en celebración de su 20 aniversario.

### 2015-2020: Broadway yB7
Después de terminar el rodaje de la última temporada de The Game, Norwood hizo su debut en Broadway en el musical Chicago, en el que interpretó el papel principal de Roxie Hart, a partir de abril de 2015. Aunque inicialmente duró seis semanas, su compromiso se extendió hasta agosto de 2015, lo que llevó a Norwood a repetir el papel en varias ocasiones en 2016 y 2017. También en 2015, Norwood apareció en el sencillo mashup del dúo de house británico 99 Souls «The Girl Is Mine», para el que volvió a grabar su voz de «The Boy Is Mine». La canción alcanzó los cinco primeros en Bélgica y el Reino Unido, así como el top 40 en otras listas internacionales, donde se convirtió en su sencillo con las listas más altas en años.

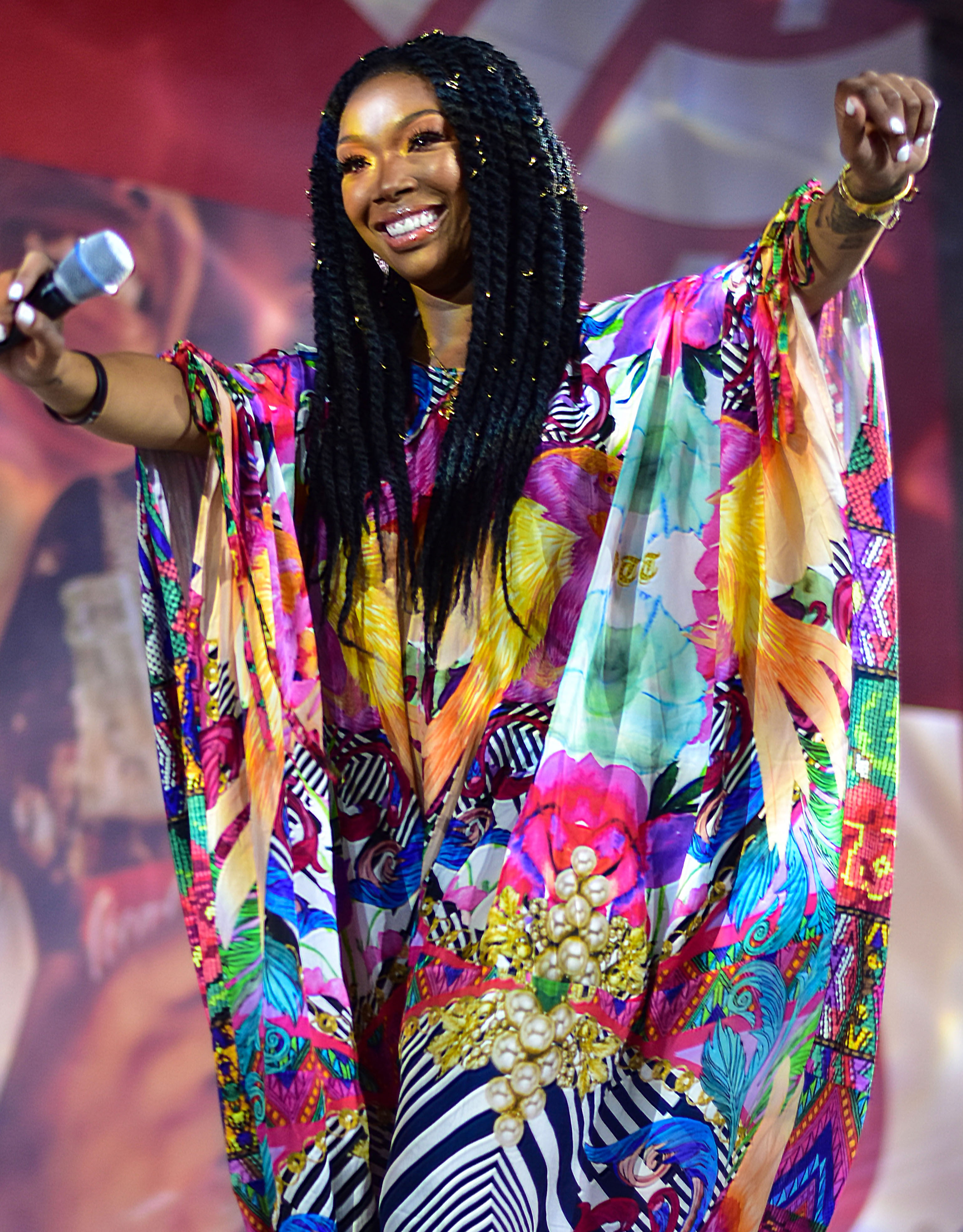
Norwood en 2019.

En enero de 2016, la co-ejecutiva de Norwood produjo y protagonizó la comedia de situación de BET Zoe Ever After, una comedia romántica multicámara sobre una madre soltera que acaba de salir de la sombra de su famoso exmarido boxeador. Aunque debutó con índices de audiencia respetables, Norwood decidió no volver al programa, y poco después se canceló. El mismo mes, Norwood lanzó el sencillo independiente «Beggin & Pleadin» a través de su propio sello Slayana Records, luego de recibir una respuesta positiva por haber presentado inicialmente la pista en SoundCloud. Ese febrero, Norwood anunció su Slayana World Tour, que destacó paradas tanto en Europa como en Oceanía. Su primera gira como cabeza de cartel en ocho años, terminó antes de lo previsto el 30 de junio después de que Norwood fuera hospitalizada por agotamiento. En marzo, Norwood demandó a Chameleon Entertainment Group y a su presidente, Breyon Prescott, luego de que, según los informes, el sello se negara a permitirle grabar y lanzar nuevos álbumes. Después de que la demanda fuera desestimada por una cláusula en particular, Norwood presentó otra varios meses después, exigiendo una compensación de $270,000 y una «declaración judicial de que ella está libre por contrato de Chameleon». Ambas partes llegaron a un acuerdo en 2017.
En noviembre de 2016, Norwood se convirtió en la segunda ganadora del premio Lady of Soul en los Soul Train Music Awards. Su popurrí de canciones simplificado de nueve minutos fue recibido con elogios. Dos meses después, Norwood compitió con su hermano Ray J en la serie de telerrealidad de FOX My Kitchen Rules. En julio de 2018, Norwood se convirtió en un personaje principal en la serie de televisión de drama musical de Fox, Star. Interpretó el papel de Cassie, comenzando como un papel recurrente en la segunda temporada, y siguió siendo una serie regular hasta el final de la serie en 2019. El mismo año, apareció en «Optimistic», una versión de Sounds of Blackness que precedió al debut homónimo del supergrupo August Greene, formado por Common, Robert Glasper y Karriem Riggins, así como en el DJ holandés Lucas & Steve's. «I Could Be Wrong», una reelaboración con mucho baile de su sencillo de 1994 «I Wanna Be Down» que se convirtió en un éxito menor en las listas de baile.
En 2019, Norwood fue honrada con el premio del presidente de BMI en los premios BMI R&B/Hip-Hop, organizados por Broadcast Music, Inc.. En junio, apareció en el segundo álbum Case Study 01 del cantante canadiense Daniel Caesar, prestando su voz a su dúo «Love Again». Lanzado como sencillo, les valió una nominación al premio Grammy a la mejor interpretación de R&B en la 62.ª ceremonia de entrega de premios y alcanzó la cima de la lista Billboard Adult R&B Songs, convirtiéndose en la primera canción de Norwood en hacerlo. En septiembre de 2019, lanzó el sencillo «Freedom Rings», que coincidió con el 25 aniversario de su álbum debut homónimo.
El séptimo álbum de estudio de Norwood, B7, su primer álbum en ocho años, fue lanzado en julio de 2020. Su primer proyecto como artista independiente, fue lanzado a través de su propio sello Brand Nu Inc., con distribución a cargo de eOne Music. A diferencia de su trabajo anterior, Norwood coescribió y coprodujo la mayor parte del álbum, que fue producido principalmente por Darhyl Camper. El lanzamiento fue precedido por el sencillo principal «Baby Mama» con Chance the Rapper. B7 debutó en el número 12 en el Billboard 200, y también alcanzó el número 2 en los álbumes de R&B del Reino Unido. El álbum recibió críticas generalmente positivas de los críticos, con numerosas publicaciones que lo incluyeron en sus listas de los mejores álbumes de 2020 y obtuvo una nominación en la categoría Álbum del año en los premios Soul Train Music Awards de 2020.
En agosto de 2020, Norwood y Monica lucharon en la serie de transmisión web Verzuz. Filmado en Tyler Perry Studios en Atlanta, Georgia, fue visto por un récord de 1,2 millones de espectadores solo en la transmisión en vivo de Instagram. BET incluyó el momento como el número uno en su lista «Los 20 momentos virales más OMG de 2020». Dos meses después, Norwood interpretó un popurrí en los Billboard Music Awards, que se celebraron en el Dolby Theatre de Los Ángeles, California.

### 2021-2023:Queens, Netflix y octavo álbum de estudio
En marzo de 2021, John Legend eligió a Norwood como mentora en la vigésima temporada de la serie de concursos de canto The Voice. También ese mes, Norwood colaboró con Disney en el sencillo «Starting Now», que fue elogiado por la crítica. Se esperaba que la canción apareciera en Disney Princess Remixed — An Ultimate Princess Celebration, un especial musical que también contará con otras princesas, que se estrenará en agosto de 2021 en Disney Channel y Disney+. También ese mes, Norwood, junto con Naturi Naughton, Eve y Nadine Velazquez, se unió al elenco de la serie dramática musical Queens de American Broadcasting Company. La serie debutó con críticas en gran parte positivas; con Variety elogiando la oferta musical del cuarteto, llamando a sus raps «agudos y distintos […] dejando en claro su talento como individuos y como un colectivo arrogante», pero no se renovó al año siguiente.
En marzo de 2022, Norwood lanzó «Nothing Without You», un dueto junto a su hija Sy'Rai, grabado para la banda sonora de la película de comedia Cheaper by the Dozen (2022). En abril, Mariah Carey reveló una versión regrabada y reimaginada de su sencillo de 1998 «The Roof (Back in Time)» (retitulado «The Roof (When I Feel the Need)») con nuevas voces de Norwood, para el curso de MasterClass del primero. Aunque debía presentarse en el Festival Lovers & Friends en Las Vegas, el 15 de mayo de 2022, Norwood anunció que había contraído COVID-19 y tuvo que retirarse de los espectáculos. En junio de 2022, Norwood anunció su regreso a un sello importante después de firmar con Motown Records, bajo el cual se espera que prepare su octavo álbum de estudio.
En octubre de 2022, Norwood fue nominada a los All Africa Music Awards 2022, en la categoría «Best Global Act» y por su colaboración con Tiwa Savage, «Somebody's Son». La entrega de premios está programada para enero de 2023.
En noviembre de 2022, se anunció que Norwood se había unido al elenco de Descendants: The Rise of Red, la cuarta entrega de la franquicia Descendants, donde Norwood interpreta a Cenicienta.
En febrero de 2023, se anunció que Norwood protagonizaría una película original original de Netflix, Mejor Navidad ¡Imposible!, que salió a finales de 2023.

## Arte

### Voz y estilo
Norwood posee un rango vocal de mezzosoprano. Los críticos musicales y la propia Norwood han descrito a menudo su voz como suave, áspera y ronca. El crítico musical y escritor de Slant Magazine Andrew Chan describe el tono vocal de Norwood como «una mezcla inusual de calidez y frialdad, bordes duros». Él describe además su calidad vocal, diciendo: «Como pocas cosas más en el canto de la música pop, la manipulación sutil de Brandy del timbre y la textura recompensa la escucha atenta. [...] Su principal reclamo de virtuosismo técnico siempre ha sido sus riffs largos y en cascada, una habilidad por la que muchos fanáticos del R&B la reverencian». Norwood también se destaca por su uso de grabación multipista para crear intrincados arreglos vocales y capas. Terry Sawyer de PopMatters escribe sobre esta habilidad y comenta: «Aunque se ha dicho que la voz de Brandy no es exactamente incendiaria, no se menciona lo suficiente que hace más que suficiente con lo que tiene. Nunca deja su voz colgando en la escasez de focos, plegando su terraza abigarrada, susurrando la pista principal, gritando en el respaldo y acumulando cada canción con suficientes sonidos entrelazados para crear la ilusión apretada de masividad vocal». En 2023, Rolling Stone clasificó a Brandy en número 193 en su lista de los 200 mejores cantantes de todos los tiempos.
El sonido inicial de Norwood era R&B «orientado a la calle», que incorporó elementos de hip hop y pop-soul. Sus letras hablaban de varios tipos de amor, desde el amor casual y amistoso hasta las aventuras románticas y espirituales. En su segundo álbum Never Say Never, optó por una dirección más adulta y contemporánea mientras mantenía «un ligero toque callejero». En su tercer álbum de estudio Full Moon, Norwood y su entonces socio creativo Rodney Jerkins experimentaron mezclando sus sonidos anteriores de R&B con producciones futuristas y progresistas, incluidas influencias de 2-step garage y electro-funk. Junto con su estilo, su voz había experimentado una evolución, y su voz ligera y juvenil se volvió mucho más profunda, cálida y ahumada de lo que había sido durante la década de 1990. La letra también reflejó el cambio, ya que el álbum exploró temas sexuales más adultos y se centró en los aspectos físicos y emocionales de una relación íntima.
En 2004, su reciente maternidad, experiencias de vida y creciente afinidad por la banda de rock británica Coldplay, la llevaron a cambiar hacia una visión más experimental para su cuarto álbum de estudio Afrodisiac. El álbum, una colaboración con los productores Timbaland y Kanye West, utilizó la estética distintiva illbient, que fusiona ambient pop, dub, y breakbeat paisajes sonoros con métodos de muestreo progresivo. Una pausa de cuatro años y algunos sucesos que le cambiaron la vida hicieron que Norwood regresara a la industria de la música a fines de 2008 con Human, su quinto álbum de estudio, que discutía temas de amor, angustia y honestidad. Experimentando una carrera y un rejuvenecimiento personal en 2012, Norwood estaba ansiosa por reducir el estilo pop de su álbum anterior y regresar al R&B en su sexto álbum de estudio Two Eleven. El álbum fue una fusión del sonido R&B de la década de 1990 de Norwood y las tendencias de bajo pesado de hip-hop contemporáneo posterior a la década de 2000.

### Influencias
Desde el comienzo de su carrera, Brandy ha nombrado a Whitney Houston como su influencia musical y de entretenimiento más destacada. Al principio de su carrera, a menudo describía a Houston como su «ídolo», y consideraba que su voz, música y actuaciones eran fundamentales para ella, tanto personal como profesionalmente. En una entrevista de 2014, Brandy afirmó que «como músico profesional, diría que Whitney Houston es la mejor voz de todos los tiempos». Ella explica, diciendo: «Ella siempre fue la idea para mí. Quería ser como ella, cantar como ella y hacer todo lo que ella hacía». A partir de finales de la década de 1990, Houston evolucionaría como amiga personal y mentora de Brandy, y Houston se autodenominó «madrina» de Norwood.
Brandy también nombra a su padre, el entrenador vocal Willie Norwood, como fundamental para su descubrimiento y desarrollo como músico. Ella exclama que su papá «me enseñó todo lo que sé [sobre el canto]». Sobre su padre, Brandy afirma: «Crecí cantando en la iglesia con mi padre, donde él era el director musical y cantábamos canciones gospel a capella casi exclusivamente. Me compró mi primera grabadora de cuatro pistas. Al principio, no me gustaba mi propia voz, pero él me animó a abrazar las cualidades únicas de mi voz».
Mientras desarrollaba su propio estilo y sonido vocal, Brandy le daría crédito a la cantante de góspel-jazz Kim Burrell, a la artista de new age Enya y a la cantautora inglesa Sade como principales influencias. Al hablar de ellas, dijo: «[...] fue escuchar a esas mujeres, junto con mi propia voz creativa, lo que me ayudó a encontrar mi nicho, mi propio sonido». Brandy también ha notado varias otras inspiraciones musicales, incluyendo Michael Jackson, Mariah Carey, Boyz II Men, The Clark Sisters, Stevie Wonder, Aretha Franklin, Coldplay, Janet Jackson, Timbaland, y su hermano Ray J.
A lo largo de su carrera como actriz, Brandy ha destacado que Lucille Ball, Jenifer Lewis, Gabrielle Union, Niecy Nash y Kim Fields son parte integral de su desarrollo como actriz y el descubrimiento de su fuerza en papeles cómicos.

## Legado e impacto
Desde su álbum debut de 1994, Brandy ha vendido más de 40 millones de discos en todo el mundo con más de 8,62 millones de álbumes vendidos solo en los Estados Unidos. Según la RIAA Brandy tiene 10,5 millones de unidades certificadas. En 2008, Billboard clasificó su canción «The Boy Is Mine» en tercer lugar en una lista especial de Los 40 dúos más grandes de todos los tiempos. En 1999, Billboard clasificó a Norwood entre los 20 mejores artistas pop de la década de 1990. En 2010, Billboard incluyó a Norwood en su lista de los 50 mejores artistas de R&B y hip hop de los últimos 25 años. Norwood fue una de los artistas más jóvenes nominados al Premio Grammy al mejor artista nuevo. Su segundo álbum, Never Say Never, apareció en la lista «Top 100 Certified Albums» de la RIAA.
Los estilos vocales de Norwood han tenido un impacto significativo en la industria de la música, sobre todo en los géneros contemporáneos de R&B, pop y góspel, donde a menudo se la conoce subjetivamente como la «Biblia vocal». Su trabajo ha influido en numerosos artistas, incluidos Jessie J, JoJo, Bridget Kelly, Olivia, Ariana Grande, Keyshia Cole,  Emeli Sandé, Jordin Sparks, Ryan Destiny, Tank, Teyana Taylor, Lil' Mo, Megan Rochell, Jhené Aiko, Eric Bellinger, Chris Brown y Elle Varner, mientras que la voz de Norwood ha sido elogiada por varios de sus compañeros, incluidos Natasha Bedingfield, Missy Elliott, Jennifer Hudson, Syleena Johnson, Gladys Knight,
Brian McKnight, Jill Scott, Angie Stone, Tamia, Ty Dolla Sign, Jazmine Sullivan y Tamar Braxton entre otros. Además, en muchas ocasiones, se ha considerado a Norwood como un artista talentoso que los productores de música y los compositores han utilizado para mejorar sus propias energías artísticas y creativas.
El compositor Sean Garrett acredita el trabajo vocal en el álbum Full Moon por su enfoque de la escritura, diciendo: «Tomo mucho de lo que [Brandy] y Rodney hicieron en el álbum Full Moon. Me impresionó mucho y siempre trato de superarlo ese álbum». B.Slade habló del álbum y comentó que Full Moon cambió el juego vocal por sí solo. «Ha sido la plantilla para las elecciones vocales y los arreglos vocales de fondo [durante años]». La cantante de R&B Melanie Fiona, admiró especialmente el trabajo de la cantante en ese álbum. El cantante de neo soul India.Arie a menudo cita el álbum, particularmente la canción «He Is», como la plantilla para una amplia gama de cantantes». El trabajo vocal a menudo elogiado en el álbum provocó la idea de que Norwood ganara el apodo subjetivo de «biblia vocal». La cantante canadiense de R&B Keshia Chanté le dio crédito al álbum por inspirarla a escribir para su álbum Night & Day, mientras que el cantante estadounidense Luke James se refirió a «Full Moon» como la «biblia» del R&B contemporáneo de la década de 2000, llamándolo el «modelo de cómo hacer voces».
Afrodisiac ha sido acreditado como uno de los predecesores del subgénero R&B alternativo. En una conversación sobre música y moda de 2014 con NPR, la cantante y modelo Solange habló sobre el álbum y dijo: «Brandy es realmente la base de mucho de este R&B muy innovador, progresivo y experimental. Brandy realmente influyó mucho en eso. Frank Ocean lo dirá. Miguel lo dirá». En una entrevista con MalcolmMusic, Miguel reveló que era un «gran admirador mientras crecía», afirmando que Brandy «lo había matado desde el primer álbum».
La cantante estadounidense de neo soul Erykah Badu señaló que su álbum debut de 1997, Baduizm, estuvo influenciado en parte por el álbum debut de Norwood, mientras que la cantante barbadense Rihanna dijo sobre su álbum de 2007 Good Girl Gone Bad, «[Brandy] realmente ayudó a inspirar ese álbum. Escuché [Afrodisiac] todos los días [mientras estaba en el estudio]». Kelly Rowland citó a Norwood, quien también escribió y produjo el álbum debut de Rowland, como una de las inspiraciones para su segundo álbum de estudio Ms. Kelly (2007). El músico John Frusciante, guitarrista de Red Hot Chili Peppers, citó a Norwood como la «inspiración principal» detrás del trabajo de guitarra en el álbum de 2006 de Red Hot Chili Peppers, Stadium Arcadium. Al hablar sobre el trabajo en su proyecto debut H.E.R., la cantante H.E.R., que trabajó con el productor DJ Camper, reveló que Brandy fue una «gran inspiración» para ella, y que el hecho de que Brandy la inspirara afectó su producción musical.
Norwood también ha tenido su impacto en la industria del cine y la televisión. Norwood fue el primer afroamericano en interpretar el papel de Cenicienta. Su papel de Cenicienta inspiró a muchos actores afroamericanos. Hablando sobre el papel, Keke Palmer dijo: «Siento que la razón por la que puedo hacer esto [convertirme en la primera Cenicienta afroamericana en Broadway] es definitivamente porque Brandy lo hizo en la televisión». El programa de televisión de Norwood, Moesha en UPN, también fue una de las comedias negras de mayor duración de todos los tiempos. En el escenario, Norwood hizo historia en Broadway junto con su coprotagonista Lana Gordan al convertirse en los primeros coprotagonistas negros de Chicago the Musical en 2017.

## Otros emprendimientos
Norwood ha tenido muchos respaldos en su carrera. En 1999, se convirtió en CoverGirl, apareciendo en varios comerciales. También representó las marcas Candie's en 1998 y DKNY en la primavera de 2000. A fines de la década de 1990, Norwood estuvo representada por Wilhelmina Agency, una de las agencias de modelos líderes en la industria. En 1999, Mattel lanzó Brandy Doll. La muñeca presentaba a Norwood con una blusa naranja rojiza y una falda larga naranja. Además de esto, Holiday Brandy Doll se lanzó en 2000 junto con otro «Brandy Doll». Se vendieron millones de las muñecas y fueron uno de los juguetes más vendidos de Mattel. En 2005, Brandy se convirtió en portavoz de Ultima, una empresa de tejidos para el cabello y pelucas. A partir de 2014, ya no los representa.

### Filantropía
En 1996, Norwood junto con su hermano Ray J, crearon la Fundación Norwood Kids. Su objetivo es «utilizar las artes escénicas como un catalizador para convertir a los jóvenes de hoy en individuos seguros de sí mismos, disciplinados, responsables y solidarios capaces de tener un impacto positivo en sus comunidades". En 1999, Brandy fue el primer vocero internacional de la juventud por parte de UNICEF. Es una ferviente partidaria de Make A Wish Foundation y RAINN. En 2000, Brandy donó 100.000 dólares a 2000 WATTS, un centro comunitario de entretenimiento fundado por el cantante y actor Tyrese Gibson en la comunidad desfavorecida de Watts, Los Angeles, California. Brandy se asoció con la campaña «Nothing Compares to Family» de la empresa de calzado Skechers en 2008. En 2010, Norwood se involucró con Get Schooled, una llamada telefónica móvil nacional sin fines de lucro realizada por celebridades para despertar a los estudiantes para la escuela. En 2014, Norwood se asoció con «text4baby", que difunde salud y bienestar a las futuras mamás a través de mensajes de texto, y se convirtió en copresidente honorario de la Fundación Imparable de 2014. En 2018, también apareció en un anuncio de servicio público para la American Heart Association y Hands-Only CPR con otros miembros del elenco de Chicago the Musical.

## Vida personal

### Relaciones
Norwood asistió a la Hollywood High School pero estudió con un tutor privado a partir del décimo grado. En 1996, tuvo una breve relación con el futuro jugador de Los Angeles Lakers Kobe Bryant, a quien acompañó a su baile de graduación en la Lower Merion High School en Ardmore, Pensilvania. También salió con el cantante principal de Boyz II Men Wanya Morris, a quien citó como su «primer amor». Según los informes, Morris, que es cinco años mayor, terminó su relación un mes antes de cumplir 19 años. También durante su trabajo en el álbum Never Say Never, salió brevemente con el rapero Mase.
Durante la producción de su álbum Full Moon a mediados de 2001, Norwood se involucró sentimentalmente con el productor Robert «Big Bert» Smith. La pareja mantuvo su relación en secreto hasta febrero de 2002, cuando Norwood anunció que esperaba su primer hijo. Sin embargo, un año después del nacimiento de su hija, Sy'rai Iman Smith, Norwood y Smith se separaron. En 2004, Smith reveló que la pareja nunca se había casado legalmente, pero que habían fingido a casarse para preservar la imagen pública de Norwood. Norwood respondió que consideraba su relación con Smith como una «unión espiritual y un verdadero compromiso mutuo», aunque más tarde confirmó la declaración de Smith y justificó sus acciones con la presión de tener que ser un modelo a seguir.
Al año siguiente, Norwood había comenzado una relación con el jugador de la NBA Quentin Richardson, que entonces jugaba para Los Ángeles Clippers. La pareja se comprometió en julio de 2004, pero Norwood terminó su compromiso de 14 meses en septiembre de 2005. Se informó que Norwood tuvo que hacerse un tatuaje de la cara de Richardson en su espalda transformada en un gato. En 2010, salió brevemente con el rapero Flo Rida. A finales de 2012, Norwood se comprometió con el ejecutivo musical Ryan Press. En abril de 2014, Norwood canceló su compromiso con Press luego de su separación a principios de ese año.
Tras el lanzamiento de B7, los aficionados especularon sobre el significado de la pista de cierre del álbum, «Bye BiPolar». Si bien Norwood no tiene trastorno bipolar, según las notas que la cantante escribió para acompañar el álbum, «Bye BiPolar» es una metáfora de su vida amorosa y analiza la forma en que sus problemas de salud mental se han visto exacerbados por relaciones tóxicas. Norwood le dijo al New York Post: «No me diagnosticaron bipolar [...] pero he tenido momentos en los que el trauma me ha hecho no ser yo misma, y en un momento sentí que podría haber experimentado momentos de eso». En una entrevista con The Grio, Norwood dijo: «He lidiado con la depresión en los casos más severos [...] como la depresión severa. He lidiado con traumas. He lidiado con PTSD. Pasé por mucho y tuve que superar mucho, pero tuve que superar todo lo que superé haciendo el trabajo», recurriendo a la terapia, la oración, el diario y la meditación.

### Colisión I-405
El 30 de diciembre de 2006, mientras conducía por la Autopista 405 en Los Ángeles, Norwood golpeó un Toyota conducido por Awatef Aboudihaj, de 38 años, quien luego murió a causa de sus heridas en el Centro Médico Providence Holy Cross. Los funcionarios encargados de hacer cumplir la ley informaron más tarde que Norwood conducía su automóvil a 65 millas por hora y no notó que los vehículos que iban delante de ella habían disminuido considerablemente la velocidad. Luego, su vehículo chocó con la parte trasera del de Aboudihaj, lo que provocó que el Toyota golpeara a otro vehículo antes de deslizarse hacia los lados e impactar contra el divisor central. Cuando el Toyota se detuvo, fue embestido por otro vehículo. Sin embargo, una fuente en la Patrulla de Carreteras de California informó más tarde que Aboudihaj golpeó el auto frente a ella y luego frenó bruscamente antes de que Norwood hiciera contacto. La parada repentina hizo que Norwood golpeara el auto de Aboudihaj. Como se confirmó, los informes de toxicología mostraron que Aboudihaj tenía «ligeros rastros» de marihuana en su sistema en el momento del accidente.
Norwood no fue arrestada. Sin embargo, se han presentado múltiples demandas contra Norwood, todas las cuales finalmente fueron resueltas fuera de los tribunales por su abogado Ed McPherson. Los padres de Aboudihaj presentaron una demanda de $50 millones muerte por negligencia contra Norwood. Inicialmente programado para ir a juicio en abril de 2009, la demanda fue finalmente cancelado porque Norwood había llegado a un acuerdo extrajudicial con los padres de Aboudihaj. El esposo de Aboudihaj también presentó una demanda contra Norwood, demandándola por una cantidad no revelada de aleta Alivio económico para cubrir los gastos médicos y funerarios, así como los costos legales y otros daños. Él rechazó su parte de una oferta de liquidación de 1,2 millones de dólares en febrero de 2009, pero llegó a un acuerdo en noviembre de ese año. Los dos hijos de la pareja recibieron $300,000 cada uno, mientras que otros dos conductores involucrados llegaron a un acuerdo con Norwood por montos no revelados. En mayo de 2009, Norwood declaró: «Toda la experiencia cambió por completo mi vida, y puedo decir que creo que soy una mejor persona gracias a ella. Sabes, todavía no entiendo todo y por qué todo esto». sucedió, pero definitivamente tengo un corazón, y mi corazón está con todos los involucrados. Rezo por eso todos los días, y eso es todo lo que puedo decir sobre el tema».

## Filmografía

### Cine
| Año  | Título                                          | Papel           | Notas |
| ---- | ----------------------------------------------- | --------------- | ----- |
| 1998 | I Still Know What You Did Last Summer           | Karla Wilson    |       |
| 2001 | Osmosis Jones                                   | Leah Estrogen   | Voz   |
| 2013 | Temptation: Confessions of a Marriage Counselor | Melinda         |       |
| 2016 | The Perfect Match                               | Avatia          |       |
| 2023 | Best. Christmas. Ever.                          | Jackie Jennings |       |
| 2024 | Descendants: The Rise of Red                    | Cenicienta      |       |
| 2024 | The Front Room                                  | Belinda         |       |
| 2026 | Descendants: Wicked Wonderland                  | Cenicienta      |       |

### Televisión
| Año       | Título                     | Papel                       | Notas                                                               |
| --------- | -------------------------- | --------------------------- | ------------------------------------------------------------------- |
| 1993–1994 | Thea                       | Danesha Turrell             | Elenco principal                                                    |
| 1996–2001 | Moesha                     | Moesha Mitchell             | Protagonista; también productora (22 episodios)                     |
| 1997      | Cinderella                 | Cenicienta                  | Película de televisión                                              |
| 1997      | Jungle Cubs                | Latecia                     | Voz; episodio: «A Tale of Two Tails»                                |
| 1999      | Double Platinum            | Kayla Harris                | Película de televisión; también productora ejecutiva                |
| 2000      | The Parkers                | Moesha Mitchell             | Episodio: «Scary Kim»                                               |
| 2002      | Sabrina, the Teenage Witch | Llamada telefónica de broma | Episodio: «Guilty»                                                  |
| 2002      | Reba                       | Llamada telefónica de broma | Episodio: «She Works Hard for the Money»                            |
| 2002      | Raising Dad                | Llamada telefónica de broma | Episodio: «The House of Stewart»                                    |
| 2004      | American Dreams            | Gladys Knight               | Episodio: «Long Shots and Short Skirts»                             |
| 2005      | House                      | Cantante                    | Episodio: «DNR»                                                     |
| 2006      | One on One                 | Michelle McGinty            | 4 episodios                                                         |
| 2011      | 90210                      | Marissa Harris-Young        | 5 episodios                                                         |
| 2011–2012 | Drop Dead Diva             | Elisa Shayne                | 5 episodios                                                         |
| 2012–2015 | The Game                   | Chardonnay Pitts            | Personaje recurrente (temporada 5) / Protagonista (temporadas 6-9)  |
| 2014      | The Soul Man               | Rita                        | Episodio: «All the Way Live»                                        |
| 2016      | Zoe Ever After             | Zoe Moon                    | Protagonista                                                        |
| 2018–2019 | Star                       | Cassandra «Cassie» Brown    | Personaje recurrente (temporada 2) / Elenco principal (temporada 3) |
| 2021–2022 | Queens                     | Naomi «Xplicit Lyrics»      | Protagonista                                                        |

## Discografía

### Álbumes de estudio
| Año  | Álbum                                                                                                  | Mejores posiciones en listas | Mejores posiciones en listas | Mejores posiciones en listas | Mejores posiciones en listas | Mejores posiciones en listas | Mejores posiciones en listas | Mejores posiciones en listas | Certificaciones de ventas                                                          |
| Año  | Álbum                                                                                                  | EUA                          | EUA R&B                      | ALE                          | AUS                          | CAN                          | FRA                          | R.U.                         | Certificaciones de ventas                                                          |
| ---- | --- | ---------------------------- | ---------------------------- | ---------------------------- | ---------------------------- | ---------------------------- | ---------------------------- | ---------------------------- | ---------------------------------------------------------------------------------- |
| 1994 | Brandy - Publicación: 27 de septiembre - Discográfica: Atlantic - Formatos: LP, Casete, CD             | 20                           | 6                            | 86                           | 26                           | 20                           | —                            | 119                          | - 4× Platino (EUA) - Oro (CAN) - Plata (R.U.)                                      |
| 1998 | Never Say Never - Publicación: 9 de junio - Discográfica: Atlantic - Formatos: LP, Casete, CD          | 2                            | 2                            | 10                           | 13                           | 3                            | 12                           | 19                           | - 5× Platino (EUA) - Platino (AUS) - 4× Platino (CAN) - Oro (FRA) - Platino (R.U.) |
| 2002 | Full Moon - Publicación: 25 de febrero - Discográfica: Atlantic - Formatos: LP, CD, Digital            | 2                            | 1                            | 13                           | 8                            | 8                            | 12                           | 9                            | - Platino (EUA) - Oro (CAN) - Oro (R.U.)                                           |
| 2004 | Afrodisiac - Publicación: 28 de junio - Discográfica: Atlantic - Formatos: LP, CD, Digital             | 3                            | 4                            | 53                           | 44                           | —                            | 57                           | 32                           | - Oro (EUA) - Plata (R.U.)                                                         |
| 2008 | Human - Publicación: 5 de diciembre - Discográfica: Knockout, Epic - Formatos: CD, Digital             | 15                           | 5                            | —                            | —                            | —                            | 129                          | —                            |                                                                                    |
| 2012 | Two Eleven - Publicación: 12 de octubre - Discográfica: Chameleon, RCA - Formatos: CD, Digital         | 3                            | 1                            | —                            | —                            | —                            | 173                          | 87                           |                                                                                    |
| 2020 | B7 - Publicación: 31 de julio - Discográfica: Brand Nu Inc, eOne Music - Formatos: CD, Vinilo, Digital | 12                           | 9                            | —                            | —                            | —                            | —                            | —                            |                                                                                    |

Álbumes compilatorios
| Año  | Álbum                                                                                          | EUA | EUA R&B | R.U. | Certificación de ventas |
| ---- | ---------------------------------------------------------------------------------------------- | --- | ------- | ---- | ----------------------- |
| 2005 | The Best of Brandy - Publicación: 28 de marzo - Discográfica: Atlantic - Formatos: CD, Digital | 27  | 11      | 24   | - Plata (R.U.)          |

Extended plays
| Título          | Datos del álbum                                                           |
| --------------- | ------------------------------------------------------------------------- |
| U Don't Know Me | - Publicación: septiembre de 1999 - Discográfica: Atlantic - Formatos: CD |

### Sencillos
| Año                                                                                | Título                                                | Mejor posición en listas | Mejor posición en listas | Mejor posición en listas | Mejor posición en listas | Mejor posición en listas | Mejor posición en listas | Mejor posición en listas | Mejor posición en listas | Mejor posición en listas | Mejor posición en listas | Certificaciones                                                                                     | Álbum                                |
| Año                                                                                | Título                                                | EUA                      | EUA R&B                  | ALE                      | AUS                      | FRA                      | NZ                       | PB                       | SUE                      | SUI                      | R.U.                     | Certificaciones                                                                                     | Álbum                                |
| ---------------------------------------------------------------------------------- | ----------------------------------------------------- | ------------------------ | ------------------------ | ------------------------ | ------------------------ | ------------------------ | ------------------------ | ------------------------ | ------------------------ | ------------------------ | ------------------------ | --------------------------------------------------------------------------------------------------- | ------------------------------------ |
| 1994                                                                               | «I Wanna Be Down»                                     | 6                        | 1                        | —                        | 12                       | —                        | 11                       | —                        | —                        | —                        | 36                       | - EUA: Oro                                                                                          | Brandy                               |
| 1995                                                                               | «Baby»                                                | 4                        | 1                        | —                        | 16                       | —                        | 4                        | —                        | —                        | —                        | —                        | - EUA: Platino                                                                                      | Brandy                               |
| 1995                                                                               | «Best Friend»                                         | 34                       | 7                        | —                        | —                        | —                        | 11                       | —                        | —                        | —                        | —                        | | Brandy                               |
| 1995                                                                               | «Brokenhearted» (con Wanya Morris de Boyz II Men)     | 9                        | 2                        | —                        | —                        | —                        | 6                        | —                        | —                        | —                        | —                        | - EUA: Oro                                                                                          | Brandy                               |
| 1996                                                                               | «Sittin' Up in My Room»                               | 2                        | 2                        | —                        | 99                       | —                        | 6                        | —                        | 60                       | —                        | 30                       | - EUA: Platino                                                                                      | Banda sonora de Waiting to Exhale    |
| 1996                                                                               | «Missing You» (con Tamia, Gladys Knight & Chaka Khan) | 25                       | 10                       | —                        | —                        | —                        | 2                        | —                        | —                        | —                        | —                        | - NZ: Platino                                                                                       | Banda sonora de Set It Off           |
| 1998                                                                               | «The Boy Is Mine» (con Monica)                        | 1                        | 1                        | 5                        | 3                        | 2                        | 1                        | 1                        | 3                        | 3                        | 2                        | - EUA: 2× Platino - ALE: Oro - AUS: Platino - FRA: Platino - NZ: Platino - R.U.: Platino - SUI: Oro | Never Say Never                      |
| 1998                                                                               | «Top of the World» (con Mase)                         | —                        | —                        | 42                       | 39                       | 39                       | 11                       | 52                       | 52                       | 42                       | 2                        | - R.U.: Plata                                                                                       | Never Say Never                      |
| 1998                                                                               | «Angel in Disguise»                                   | 72                       | 17                       | —                        | —                        | —                        | —                        | —                        | —                        | —                        | —                        | | Never Say Never                      |
| 1998                                                                               | «Have You Ever?»                                      | 1                        | 2                        | 58                       | 8                        | 85                       | 1                        | 22                       | 57                       | —                        | 13                       | - AUS: Platino - NZ: Oro                                                                            | Never Say Never                      |
| 1999                                                                               | «Almost Doesn't Count»                                | 16                       | 16                       | 88                       | —                        | —                        | 13                       | —                        | —                        | —                        | 15                       | | Never Say Never                      |
| 1999                                                                               | «U Don't Know Me (Like U Used To)»                    | 79                       | 25                       | —                        | —                        | —                        | —                        | —                        | —                        | —                        | —                        | | Never Say Never                      |
| 1999                                                                               | «(Everything I Do) I Do It for You»                   | —                        | —                        | —                        | 65                       | —                        | 28                       | —                        | —                        | —                        | —                        | | Never Say Never                      |
| 2000                                                                               | «Never Say Never»                                     | —                        | —                        | —                        | —                        | —                        | —                        | —                        | —                        | —                        | —                        | | Never Say Never                      |
| 2001                                                                               | «Another Day in Paradise» (con Ray J)                 | —                        | —                        | 2                        | 11                       | 11                       | 29                       | 4                        | 4                        | 3                        | 5                        | - ALE: Oro - AUS: Oro - FRA: Plata - R.U.: Plata - SUI: Oro                                         | Urban Renewal y Full Moon            |
| 2002                                                                               | «What About Us?»                                      | 7                        | 3                        | 13                       | 6                        | 24                       | 8                        | 15                       | 16                       | 8                        | 4                        | - AUS: Oro                                                                                          | Full Moon                            |
| 2002                                                                               | «Full Moon»                                           | 18                       | 16                       | 54                       | 43                       | 27                       | —                        | 51                       | 53                       | 72                       | 15                       | | Full Moon                            |
| 2002                                                                               | «He Is»                                               | —                        | 78                       | —                        | —                        | —                        | —                        | —                        | —                        | —                        | —                        | | Full Moon                            |
| 2002                                                                               | «Dance with Us» (con P. Diddy & Bow Wow)              | —                        | —                        | —                        | —                        | —                        | —                        | —                        | —                        | —                        | —                        | | Banda sonora de The Wild Thornberrys |
| 2004                                                                               | «Talk About Our Love» (con Kanye West)                | 36                       | 16                       | 89                       | 28                       | —                        | —                        | 38                       | —                        | 42                       | 6                        | | Afrodisiac                           |
| 2004                                                                               | «Who Is She 2 U»                                      | 85                       | 43                       | —                        | 99                       | —                        | —                        | —                        | —                        | —                        | 50                       | | Afrodisiac                           |
| 2004                                                                               | «Afrodisiac»                                          | —                        | —                        | —                        | 31                       | 25                       | —                        | —                        | —                        | 36                       | 11                       | | Afrodisiac                           |
| 2008                                                                               | «Right Here (Departed)»                               | 34                       | 22                       | 39                       | —                        | 7                        | —                        | —                        | 22                       | 54                       | —                        | | Human                                |
| 2008                                                                               | «Long Distance»                                       | —                        | 38                       | —                        | —                        | —                        | —                        | —                        | —                        | —                        | —                        | | Human                                |
| 2010                                                                               | «Talk to Me» (con Ray J & Willie Norwood)             | —                        | —                        | —                        | —                        | —                        | —                        | —                        | —                        | —                        | —                        | | A Family Business                    |
| 2012                                                                               | «It All Belongs to Me» (con Monica)                   | —                        | 23                       | —                        | —                        | —                        | —                        | —                        | —                        | —                        | —                        | | New Life                             |
| 2012                                                                               | «Put It Down» (con Chris Brown)                       | 65                       | 3                        | —                        | —                        | —                        | —                        | —                        | —                        | —                        | —                        | | Two Eleven                           |
| 2012                                                                               | «Wildest Dreams»                                      | —                        | 68                       | —                        | —                        | —                        | —                        | —                        | —                        | —                        | —                        | | Two Eleven                           |
| 2016                                                                               | «Beggin & Pleadin»                                    | —                        | —                        | —                        | —                        | —                        | —                        | —                        | —                        | —                        | —                        | | Sencillo sin álbum                   |
| 2019                                                                               | «Love Again» (con Daniel Caesar)                      | 124                      | —                        | —                        | —                        | —                        | —                        | —                        | —                        | —                        | —                        | | B7                                   |
| 2019                                                                               | «Freedom Rings»                                       | —                        | —                        | —                        | —                        | —                        | —                        | —                        | —                        | —                        | —                        | | Sencillo sin álbum                   |
| 2020                                                                               | «Baby Mama» (con Chance the Rapper)                   | —                        | —                        | —                        | —                        | —                        | —                        | —                        | —                        | —                        | —                        | | B7                                   |
| 2020                                                                               | «Borderline»                                          | —                        | —                        | —                        | —                        | —                        | —                        | —                        | —                        | —                        | —                        | | B7                                   |
| 2020                                                                               | «No Tomorrow, Pt. 2» (con Ty Dolla Sign)              | —                        | —                        | —                        | —                        | —                        | —                        | —                        | —                        | —                        | —                        | | Sencillo sin álbum                   |
| "—" indica que ese título no ingresó en la lista, o no se lanzó en ese territorio. |                                                       |                          |                          |                          |                          |                          |                          |                          |                          |                          |                          | |                                      |

### Colaboraciones en sencillos
| Año  | Título                                                                | Mejor posición en listas | Mejor posición en listas | Mejor posición en listas | Mejor posición en listas | Mejor posición en listas | Mejor posición en listas | Certificaciones            | Álbum               |
| Año  | Título                                                                | EUA                      | EUA R&B                  | AUS                      | IRL                      | PB                       | R.U.                     | Certificaciones            | Álbum               |
| ---- | --------------------------------------------------------------------- | ------------------------ | ------------------------ | ------------------------ | ------------------------ | ------------------------ | ------------------------ | -------------------------- | ------------------- |
| 2004 | «Wake Up Everybody» (con Varios artistas)                             | —                        | 119                      | —                        | —                        | —                        | —                        |                            | Sencillos sin álbum |
| 2010 | «We Are the World 25 for Haiti» (formando parte de Artists for Haiti) | 2                        | —                        | 18                       | 9                        | —                        | 50                       |                            | Sencillos sin álbum |
| 2015 | «Magic» (Mystery Skulls con Nile Rodgers & Brandy)                    | —                        | —                        | —                        | —                        | —                        | —                        |                            | Forever             |
| 2015 | «The Girl Is Mine» (99 Souls con Destiny's Child & Brandy)            | —                        | —                        | 33                       | 8                        | —                        | 5                        | - AUS: Oro - R.U.: Platino | Sencillo sin álbum  |
| 2018 | «Optimistic» (August Greene con Brandy)                               | —                        | —                        | —                        | —                        | —                        | —                        |                            | August Greene       |
| 2018 | «I Could Be Wrong» (Lucas & Steve con Brandy)                         | —                        | —                        | —                        | —                        | 30                       | —                        |                            | Sencillo sin álbum  |
| 2018 | «Right On Time» (Ray J con Flo Rida, Brandy & Designer Doubt)         | —                        | —                        | —                        | —                        | —                        | —                        |                            | Raydar              |
| 2019 | «Jet Black» (Anderson. Paak con Brandy)                               | —                        | —                        | —                        | —                        | —                        | —                        |                            | Ventura             |
| 2020 | «Plan B» (Ro James con Brandy)                                        | —                        | —                        | —                        | —                        | —                        | —                        |                            | Sencillo sin álbum  |

## Giras musicales

### Como acto principal
- Never Say Never World Tour (1999)
- Human World Tour (2009)
- Slayana World Tour (2016)

### Como acto de apertura
- II World Tour (con Boyz II Men) (1995)

## Premios Grammy y nominaciones
| Año  | Categoría                                   | Género  | Título                           | Resultado |
| ---- | ------------------------------------------- | ------- | -------------------------------- | --------- |
| 1996 | Mejor Artista Nuevo                         | General |                                  | Nominada  |
| 1996 | Mejor Artista Femenina R&B                  | R&B     | "Baby"                           | Nominada  |
| 1997 | Mejor Vocalista de Pop                      | Pop     | "Missing You"                    | Nominada  |
| 1997 | Mejor Artista Femenina R&B                  | R&B     | "Sittin' Up In My Room"          | Nominada  |
| 1997 | Mejor Canción R&B                           | R&B     | "Sittin' Up In My Room"          | Nominada  |
| 1999 | Mejor interpretación R&B vocal, dúo o grupo | R&B     | "The Boy Is Mine"                | Ganadora  |
| 1999 | Mejor Álbum R&B                             | R&B     | "Never Say Never"                | Nominada  |
| 1999 | Grabación del Año                           | General | "The Boy Is Mine"                | Nominada  |
| 1999 | Mejor Canción R&B                           | R&B     | "The Boy Is Mine"                | Nominada  |
| 2000 | Mejor Vocalista Femenina R&B                | R&B     | "Almost Doesn't Count"           | Nominada  |
| 2003 | Mejor Álbum de R&B contemporáneo            | R&B     | "Full Moon"                      | Nominada  |
| 2005 | Mejor Álbum de R&B contemporáneo            | R&B     | "Afrodisiac"                     | Nominada  |
| 2020 | Mejor interpretación de R&B                 | R&B     | "Love Again" (con Daniel Caesar) | Nominada  |